# Maia (okręg Kluż)
Maia – wieś w Rumunii, w okręgu Kluż, w gminie Bobâlna. W 2011 roku liczyła 186 mieszkańców.